# Dabujidi
Dabujidska ali Gaubaridska dinastija  je bila zoroastrska iranska država, ki se je začela  v zgodnjem 7. stoletju kot ozemlje skupine neodvisnih vladarjev v Tabaristanu in delih zahodnega Horasana. Vladavina Dabujidov v Tabaristanu in Horasanu je trajala od okoli leta 642 do abasidske osvojitve leta 760.

## Zgodovina
Zgodnja zgodovina rodbine je pol-mitična. Zapisal jo je kasnejši zgodovinar Ibn Isfandijar. Njegova pripoved pravi, da so Dabujidi izhajali od brata sasanidskega  šaha Kavada I. (vladal 488–496).  Njegov vnuk Firuz je osvojil Gilan, Firuzov vnuk Gil, ki se je preimenoval v Gavbaro, pa je razširil vladavino dinastije tudi na Tabaristan. To je privedlo do uvedbe naslovov gil-Gilan  (vladar Gilana) in padašvargaršah (kralj Padašvargarja, staro ime Tabaristana) Gilovemu sinu Dabuju ali Daboju.  Naslova je podelil zadnji sasanidski šah Jazdegerd III. Po muslimanski osvojitvi Perzije so Dabujidi vladali v navidezno neodvisni kneževini, ki je uradno pripadala Absidskemu kalifatu. Dabujidi so poleg vladarskih naslovov, ki jim jih je podelil Jazdegerd III., uporabljali tudi star iranski vojaški naslov ispahbad (vojskovodja). 
Prvi dokumentirani vladar iz dinastije Dajubidov je Farukan Veliki, ki je odbil veliko muslimansko invazijo pod Jazidom ibn al-Muhallabom leta 716–717 Farukan Veliki bi lahko bil resnični utemeljitelj vladavine Dabujidov v Tabaristanu. Novejše raziskave postavljajo njegov prevzem oblasti v 670. leta namesto v zgodnja 710., kot se je doslej domnevalo. 
Farukan je umrl leta 728. Nasledil ga je njegov sin Dadburzmir. O njegovi vladavini je malo znanega. Umrl je mlad leta  leta 740 ali 741. Njegov sin in naslednik Kuršid je bil takrat še otrok, zato je kot njegov regent sedem let vladal njegov stric Farukan Mali. Kuršid je vladal v cvetoči državi in večkrat, čeprav neuspešno,  poskušal prekiniti vezi s kalifatom in izkoristiti nemire v zadnjih let Omajadov in abasidski revoluciji. Ti poskusi so leta 759 privedli do obsežne invazije na Tabaristan. Kuršid je poiskal zatočišče v Gilanu, kjer se je leta 761 zastrupil.

## Vladarji
| Portret              | Naslov                              | Ime                  | Rojstvo              | Sorodstvo              | Vladanje             | Smrt                 | Komentar                           |
| Dabujidska dinastija | Dabujidska dinastija                | Dabujidska dinastija | Dabujidska dinastija | Dabujidska dinastija   | Dabujidska dinastija | Dabujidska dinastija | Dabujidska dinastija               |
| -------------------- | ----------------------------------- | -------------------- | -------------------- | ---------------------- | -------------------- | -------------------- | ---------------------------------- |
|                      | Sepahbod                            | Gil Gavbara          | ?                    | Piruzov sin.           | 642–660              | 660                  |                                    |
|                      | Sepahbod, Gil-Gilan, Padašvargaršah | Dabuja               | ?                    | Gil Gavbarov sin.      | 660–676              | 676                  |                                    |
|                      | Sepahbod, Gil-Gilan, Padašvargaršah | Farukan I. Veliki    | ?                    | Dabujev sin.           | 712–728              | 728                  |                                    |
|                      | Sepahbod, Gil-Gilan, Padašvargaršah | Dadburzmir           | ?                    | Sin Farukana Velikega. | 728–740/741          | 740/741              |                                    |
|                      | Sepahbod, Gil-Gilan, Padašvargaršah | Farukan II. Mali     | ?                    | Sin Farukana Velikega. | 740/741–747/48       | 747/48               | Regent za Kuršida Tabaristanskega. |
|                      | Sepahbod, Gil-Gilan, Padašvargaršah | Kuršid Tabaristanski | 734                  | Sin Dadburzmirja.      | 740/741–760          | 761                  | Naredil samomor.                   |